# Winnipeg Victorias

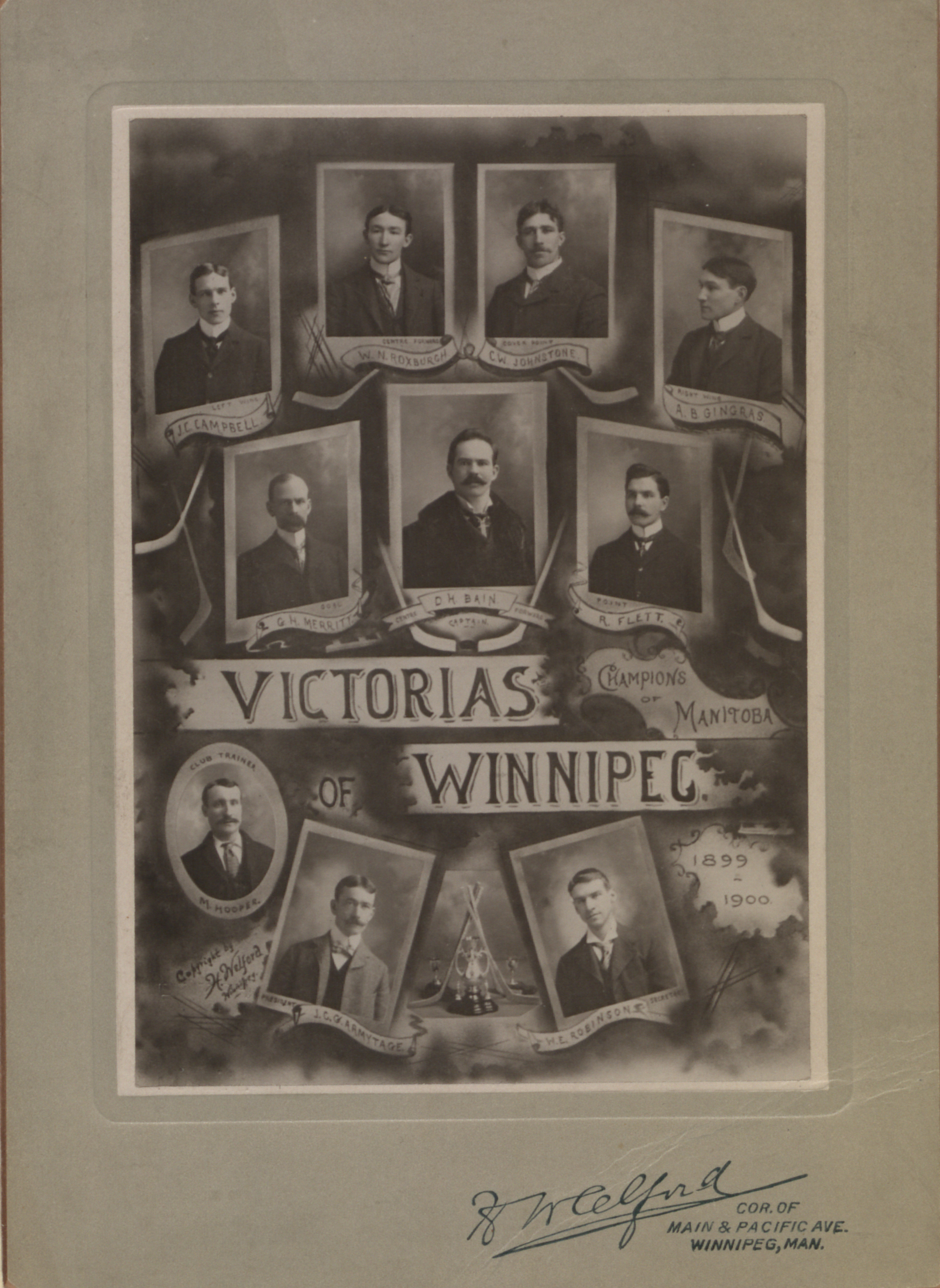
Winnipeg Victorias säsongen 1899–1900.

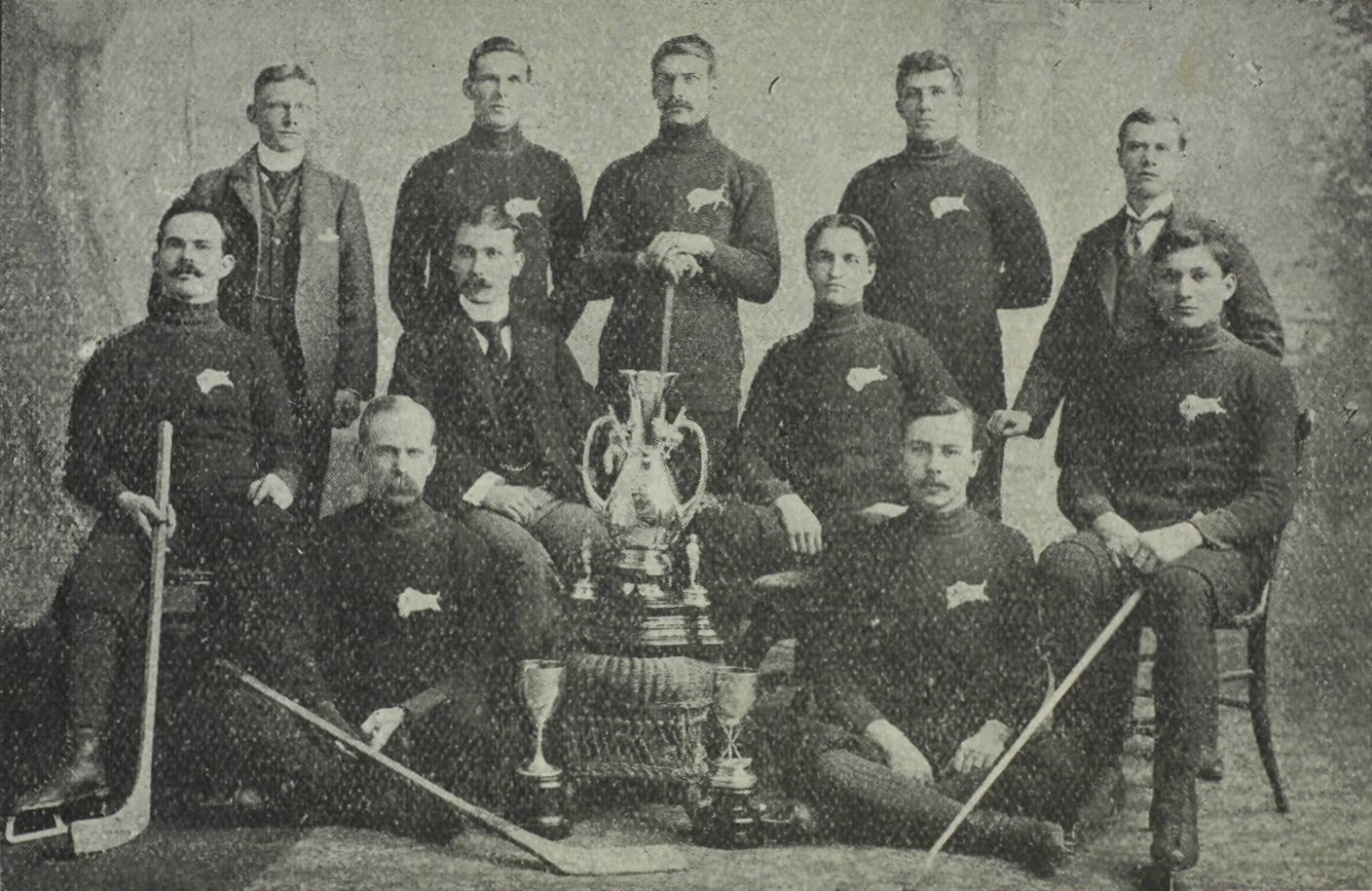
Lagfoto från 1899. Lagkaptenen Dan Bain sitter längst till vänster i mittenraden.

Winnipeg Victorias var ett kanadensiskt amatörlag i ishockey från Winnipeg, Manitoba, som spelade i Manitoba Hockey Association och Manitoba Hockey League under 1890-talet och det tidiga 1900-talet. 

## Historia
Winnipeg Victorias tävlade om Stanley Cup på den tiden det var en utmanarpokal. Laget vann trofén i februari 1896 och i januari 1901 och försvarade den även i januari 1902. Victorias stod även på den förlorande sidan om Stanley Cup i december 1896, februari 1899, februari 1900, mars 1902 och februari 1903.
Då Stanley Cup blev en trofé för endast professionella lag 1909 förblev Winnipeg Victorias ett amatörlag. 1911 och 1912 vann laget istället Allan Cup som kanadensiska amatörmästare.
Bland de spelare som representerade Winnipeg Victorias genom åren fanns berömdheter som Dan Bain, Jack Armytage, Tony Gingras, Fred Scanlan, Jack Marshall, Herb Gardiner och "Bullet Joe" Simpson.